# Planorbella oregonensis
Planorbella oregonensis är en snäckart som först beskrevs av Tryon 1865.  Planorbella oregonensis ingår i släktet Planorbella och familjen posthornssnäckor. IUCN kategoriserar arten globalt som sårbar. Inga underarter finns listade i Catalogue of Life.